# Хорватська енциклопедія
Хорватська енциклопедія (хорв. Hrvatska enciklopedija) — хорватська національна енциклопедія в одинадцяти томах, опублікована Загребським лексикографічним інститутом імені Мирослава Крлежі.
Публікація енциклопедії почалася в 1999 році. Її видання можна вважати п'ятим за рахунком серед усіх хорватських національних енциклопедій, де першою була «Hrvatska enciklopedija» Мате Ужевича (1941—1945), випуск якої припинився після п'ятого тому; за нею були три видання «Загальної енциклопедії» (хорв. Opća enciklopedija), де перші два називалися Енциклопедіями лексикографічного інституту (хорв. Enciklopedije Leksikografskog zavoda), що виходили відповідно у 1955—1964 (7 томів, головні редактори Марко Костренчич, Мирослав Крлежа і Мілєнко Протега) і 1966—1969 роках, а третє — «Загальна енциклопедія Югославського лексикографічного інституту» (хорв. Opća enciklopedija Jugoslavenskog leksikografskog zavoda), видана в 1977—1982 роках (8 томів, головний редактор Йосип Шентія).
До 2009 року вийшли всі заплановані одинадцять томів Хорватської енциклопедії. У 2010 році з'явилася інтернет-версія енциклопедії, доповнена і збагачена мультимедійним вмістом. З вересня 2013 року доступ до інтернет-версії став вільним. Надалі інститут не планує випускати енциклопедію на папері, а працювати над нею у форматі бази даних, яка буде служити основою для майбутніх мультимедійних видань.

## Список томів
| Том             | Головний редактор | Рік  | Сторінок |
| --------------- | ----------------- | ---- | -------- |
| I. : A — Bd     | Далібор Брозович  | 1999 | 674      |
| II. : Be — Da   | Далібор Брозович  | 2000 | 723      |
| III. : Da — Fo  | Далібор Брозович  | 2001 | 722      |
| IV. : Fr — Ht   | Далібор Брозович  | 2002 | 753      |
| V. : Hu — Km    | Серпень Ковачек   | 2003 | 725      |
| VI. : Kn — Mak  | Серпень Ковачек   | 2004 | 786      |
| VII. : Mal — Nj | Серпень Ковачек   | 2005 | 814      |
| VIII. : O — Pre | Славен Равлич     | 2006 | 773      |
| IX. : Pri — Sk  | Славен Равлич     | 2007 | 842      |
| X. : Sl — To    | Славен Равлич     | 2008 | 830      |
| XI. : Tr — Ž    | Славен Равлич     | 2009 | 859      |

Всього друковане видання налічує 9272 сторінки, 67 077 статей і приблизно мільйон і 59 тисяч рядків тексту. Ілюстративний матеріал представлений 17 тисячами чорно-білих карт і 504 кольоровими сторінками. Кількість авторів статей становила 1070 осіб. Крім того, робота над кожним томом вимагала спільних зусиль 20-30 співробітників лексикографічного інституту і 300-400 інших людей.